# Aislamiento por distancia

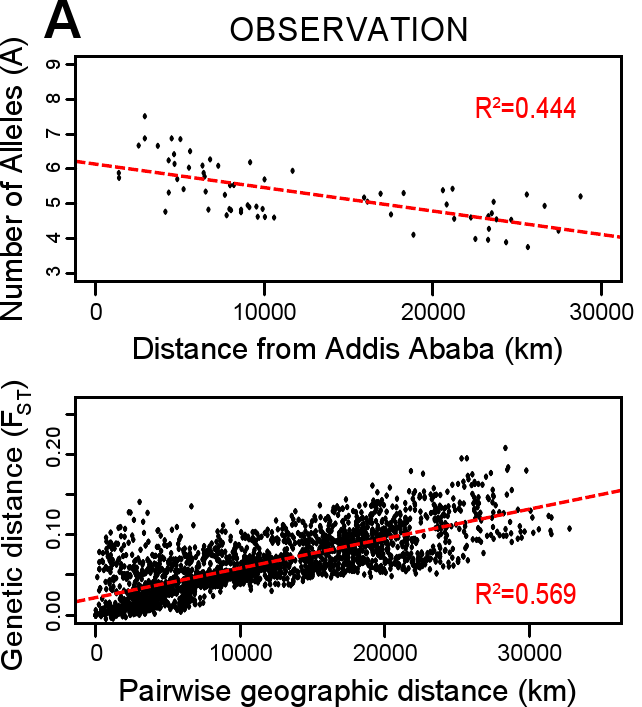
Los patrones de aislamiento por distancia que se muestran entre los datos genéticos humanos que representan 346 loci de microsatélites tomados de 1484 individuos en 78 poblaciones humanas. El eje horizontal de ambos gráficos es la distancia geográfica medida a lo largo de las posibles rutas de migración humana. El gráfico superior ilustra que a medida que las poblaciones están más lejos de África Oriental (representada por la ciudad de Addis Abeba), tienen una diversidad genética decreciente, medida en el número promedio de repeticiones de microsatélites en cada uno de los loci. El gráfico inferior mide la distancia genética entre todos los pares de poblaciones de acuerdo con la estadística Fst; Las poblaciones con una mayor distancia entre ellas son más diferentes que las que están geográficamente cercanas entre sí.

El aislamiento por distancia (IBD) es un término utilizado para referirse a la acumulación de variación genética local bajo dispersión geográficamente limitada. El modelo de IBD es útil para determinar la distribución de frecuencias de genes en una región geográfica. Tanto la varianza de dispersión como las probabilidades de migración son variables en este modelo y ambas contribuyen a la diferenciación genética local. El aislamiento por distancia suele ser el modelo más simple para la causa del aislamiento genético entre poblaciones. Los biólogos evolutivos y los genetistas de poblaciones han estado explorando diversas teorías y modelos para explicar la estructura de la población. Yoichi Ishida compara dos importantes teorías del aislamiento por distancia y aclara la relación entre las dos. Según Ishida, la teoría del aislamiento por distancia de Sewall Wright se denomina aislamiento ecológico por distancia, mientras que la teoría de Gustave Malécot se llama aislamiento genético por distancia. El aislamiento por distancia está relacionado distantemente con la especiación. Múltiples tipos de barreras de aislamiento, a saber, las barreras de aislamiento precigóticas que incluyen el aislamiento por distancia, se consideran el factor clave para mantener a las poblaciones separadas limitando el flujo de genes.

## Sewall Wright: aislamiento ecológico por distancia
Wright introdujo dos modelos diferentes de estructura de la población, uno que no tiene en cuenta la dispersión a corta distancia y otro que incorpora la dispersión a corta distancia. El "modelo de isla" es bastante artificial y propone la idea de que una población se divide en dos subpoblaciones geográficas únicas (islas) con apareamiento aleatorio con intercambio de individuos que ocurre cuando un migrante se extrae aleatoriamente de la población total. En un modelo más realista, en el que se tiene en cuenta la dispersión a distancias cortas, se compila una población de individuos distribuidos continuamente en una región del espacio. Las poblaciones en ubicaciones remotas pueden diferenciarse simplemente por aislamiento por distancia, lo que restringe la probabilidad de que los individuos se apareen entre sí. Las poblaciones locales son pequeñas en comparación con la población total y la reproducción se produce únicamente dentro de la población local. Este aislamiento ecológico por distancia, según Wright, puede crear una diferenciación genética entre subpoblaciones, lo que lleva a un cambio evolutivo. Los individuos dentro de la subpoblación son vecinos en el sentido de que sus gametos pueden unirse y la endogamia dentro de la subpoblación aumenta la homocigosidad. La teoría estadística de Wright para el aislamiento por distancia analiza las consecuencias genéticas de la población medidas por estadísticas F donde la correlación de gametos que se unen aleatoriamente dentro de una subpoblación en relación con los de la población total es el valor FST.
{\displaystyle F_{ST}={\frac {Var(q_{ST})}{q_{T}(1-q_{T})}}}
La ecuación tiene en cuenta la varianza en la distribución (var), la frecuencia alélica dentro de la población total (qT) y la frecuencia alélica dentro de la subpoblación (qST). El tamaño del vecindario afecta la diferenciación genética local (FST). Los valores más altos de FST indican una mayor diferenciación genética local.

## Gustave Malécot- Aislamiento genético por distancia
La teoría de Malécot se refiere a un patrón genético poblacional donde la diferenciación genética entre individuos aumenta a medida que aumentan las distancias geográficas. La dispersión normalmente se localiza en el espacio, lo que da lugar a la expectativa de que los individuos de subpoblaciones más cercanas sean más similares genéticamente. Malécot sostiene que el tamaño del vecindario no es importante porque una disminución en el coeficiente de parentesco no depende del tamaño del vecindario. Esta teoría probabilística depende únicamente de las distancias entre la descendencia y sus padres. Una población, en equilibrio, presenta aislamiento genético por distancia con procesos estocásticos que producen aislamiento genético. Este aislamiento genético por la teoría de la distancia involucra conceptos de cadenas de parentesco gamético, identidad por descendencia y probabilidades de migración. El coeficiente de parentesco (φ) es la probabilidad de que dos loci homólogos sean idénticos por descendencia.
{\displaystyle {\frac {\varphi (r)}{\varphi (0)}}=e^{-r{\frac {\sqrt {2k}}{\sigma }}}}
La ecuación tiene en cuenta la distancia (r), la tasa de mutación (k) y la desviación estándar de la migración (σ). El coeficiente de parentesco disminuye en función de la distancia y si ocurre una mutación en cualquiera de los locus o si la cadena de parentesco de gametos es cero, el coeficiente de parentesco será cero. Yoichi Ishida interpreta la alteración en el tamaño del vecindario como una alteración en la varianza de la dispersión que vincula tanto la teoría estadística de Wright como la teoría probabilística de Malécot, explicando por qué ambas invitan a conclusiones similares. La alteración en el tamaño del vecindario es la alteración en la varianza de la dispersión y la alteración corresponde a la alteración en la varianza de la probabilidad de distribución asociada con las probabilidades de migración. Tanto la varianza de dispersión como las probabilidades de migración contribuyen a la diferenciación genética local.

## Modelos alternativos al aislamiento por distancia
Tanto los procesos adaptativos como los no adaptativos juegan un papel, individualmente o actuando juntos, y crean variación en las poblaciones y especies. Comprender las funciones de ambos procesos ha sido un objetivo central en biología. La deriva genética gradual entre poblaciones (aislamiento por distancia) y la dispersión genética limitada pueden explicar algunas de las divergencias genéticas y fenotípicas entre poblaciones, pero existen modelos alternativos además del aislamiento por distancia que también pueden contribuir a estas diferencias. Dos de estos modelos alternativos incluyen el aislamiento por colonización y el aislamiento por adaptación. El primero es producto de la historia de la colonización y los efectos fundadores, mientras que el segundo es producto de la adaptación a diferentes entornos que inhiben la migración entre poblaciones. Un artículo intentó diferenciar estos procesos utilizando poblaciones insulares de Anthus berthelotii nativas de tres archipiélagos atlánticos. Los marcadores de microsatélites y el cálculo bayesiano aproximado revelaron que la colonización de la especie hacia el norte produjo cuellos de botella genéticos. Los altos niveles de estructura genética que se encuentran en los archipiélagos indican un patrón de aislamiento por colonización. Hubo una divergencia morfológica significativa que es altamente consistente con las tendencias de cuellos de botella y la historia de la estructura genética, no con la distancia geográfica o la variación ambiental.

## Aplicaciones en investigación genética/evolutiva
Comprender la divergencia genética y fenotípica entre poblaciones de diferentes especies es importante para dilucidar las diferencias ecológicas y evolutivas entre poblaciones. Uno estudio utilizó datos de pedigrí y matrimonio de Sanday, Islas Orcadas en Escocia, para evaluar patrones temporales aislados por distancia. Los datos considerados fueron para tres períodos de tiempo, 1855-1884, 1885-1924 y 1925-1964. Estos períodos de tiempo se clasificaron por año de nacimiento para los hombres casados. Se calculó el coeficiente de consanguinidad promedio de todos los cónyuges potenciales (elegidos dentro de los límites demográficos y genealógicos conocidos de la estructura de la población) de cada hombre casado para determinar los valores de parentesco aleatorios. Con el tiempo, el modelo de aislamiento por distancia revela una disminución en el aislamiento local y un aumento en la migración de corto y largo alcance y la población de Sandy experimentó una ruptura aislada con el tiempo. La distancia juega un papel en la determinación del parentesco, pero se vuelve menos significativa con el tiempo a medida que disminuyen las medidas del ajuste del modelo. La consanguinidad general disminuyó y la distancia marital media aumentó. Además, la evitación de la consanguinidad ocurrió en todas las distancias, pero la evitación fue más prominente en distancias más cercanas.
La estructura genética, la dinámica y la evolución de las poblaciones y especies también son importantes desde el punto de vista ecológico al considerar la probabilidad de colonización y extinción. Uno de los procesos clave que influye en estas dinámicas es la dispersión. Cuando se localizan, se espera que las poblaciones que están geográficamente más cerca intercambien más migrantes y deberían tender a compartir marcadores genéticos neutrales. Uno de estos estudios investigó las medidas directas e indirectas de dispersión en Branchipodopsis wolfi, ubicado en piscinas de rocas efímeras y fragmentadas espacialmente ubicadas en el sureste de Botsuana. Las tendencias y tasas de dispersión se compararon utilizando tanto la estructura genética espacial como medidas directas de dispersión. Un total de 29 poblaciones de tres grupos de rocas espacialmente diferentes se sometieron a análisis de aloenzimas para cuatro loci para acceder a la variación genética y se generaron estimaciones del flujo de genes entre poblaciones utilizando software de genética de poblaciones. Las medidas directas de dispersión se determinaron cuantificando el número de huevos y larvas latentes flotantes viables que circularon por las trampas de desbordamiento durante las inundaciones. La diferenciación genética entre sitios fue muy significativa (siendo los sitios vecinos más similares). Las proporciones de FST para todas las poblaciones aumentaron con la distancia geográfica en los tres sitios de depósitos de rocas, lo que indica un patrón de aislamiento por distancia a pequeña escala. El aislamiento por distancia también se produce como resultado de la competencia entre especies: la segregación espacial puede deberse al impacto negativo de la actividad de una especie sobre otra.